# Inegalitatea lui Minkowski
În analiza matematică, inegalitatea lui Minkowski reprezintă o generalizare a inegalității triunghiului și sugerează faptul că spațiile Lp sunt spații vectoriale normate.
Poartă numele matematicianului Hermann Minkowski.

## Enunț
Propoziție.
Fie  {\displaystyle a_{i},b_{i}\in \mathbb {R} ,\;1\leq i\leq n}  și  {\displaystyle p>0.} 
Atunci:
|  | {\displaystyle \left(\sum _{i=1}^{n}\|a_{i}+b_{i}\|^{p}\right)^{1/p}\leq \left(\sum _{i=1}^{n}\|a_{i}\|^{p}\right)^{1/p}+\left(\sum _{i=1}^{n}\|b_{i}\|^{p}\right)^{1/p}} | {\displaystyle (1)} |

dacă  {\displaystyle 1\leq p\leq \infty } 
sau:
{\displaystyle }
|  | {\displaystyle \left(\sum _{i=1}^{n}\|a_{i}+b_{i}\|^{p}\right)^{1/p}\geq \left(\sum _{i=1}^{n}\|a_{i}\|^{p}\right)^{1/p}+\left(\sum _{i=1}^{n}\|b_{i}\|^{p}\right)^{1/p}} | {\displaystyle (2)} |

dacă  {\displaystyle 0<p<1} și  {\displaystyle a_{i},b_{i}>0\;(1\leq i\leq n).} 

### Demonstrație
1)
Fie  {\displaystyle 1\leq p<\infty .} 
Cazul când  {\displaystyle p=1}  sau  {\displaystyle \sum _{i=1}^{n}|a_{i}+b_{i}|^{p}=0}  fiind evident, se presupune  {\displaystyle p>1}  și  {\displaystyle \sum _{i=1}^{n}|a_{i}+b_{i}|^{p}\neq 0.} 
Rezultă:
|  | {\displaystyle \|a_{i}+b_{i}\|^{p}\leq \|a_{i}\|\cdot \|a_{i}+b_{i}\|^{p-1}+\|b_{i}\|\cdot \|a_{i}+b_{i}\|^{p-1}.} | {\displaystyle (3)} |

Însumând după  {\displaystyle i}  și folosind inegalitatea lui Hölder pentru  {\displaystyle q={\frac {p}{p-1}},}  se obține succesiv:
{\displaystyle \sum _{i=1}^{n}|a_{i}+b_{i}|^{p}\leq \sum _{i=1}^{n}|a_{i}||a_{i}+b_{i}|^{p-1}+\sum _{i=1}^{n}|b_{i}|\cdot |a_{i}+b_{i}|^{p-1}\leq }
{\displaystyle \leq \left(\sum _{i=1}^{p}|a_{i}|^{p}\right)^{1/p}\cdot \left(\sum _{i=1}^{n}|a_{i}+b_{i}|^{(p-1)q}\right)^{1/q}+\left(\sum _{i=1}^{n}|b_{i}|^{p}\right)^{1/p}\cdot \left(\sum _{i=1}^{n}|a_{i}+b_{i}|^{(p-1)q}\right)^{1/q}.}
Se simplifică prin  {\displaystyle \left(\sum _{i=1}^{n}|a_{i}+b_{i}|^{(p-1)q}\right)^{1/q}}  și se ține seama că  {\displaystyle (p-1)q=p,}  de unde rezultă:
|  | {\displaystyle \left(\sum _{i=1}^{n}\|a_{i}+b_{i}\|^{p}\right)^{1-{\frac {1}{q}}}\leq \left(\sum _{i=1}^{n}\|a_{i}\|^{p}\right)^{1/p}+\left(\sum _{i=1}^{n}\|b_{i}\|^{p}\right)^{1/p}.} | {\displaystyle (4)} |

Înlocuind  {\displaystyle 1-{\frac {1}{q}}}  prin  {\displaystyle {\frac {1}{p}},}  se obține egalitatea de demonstrat.
2)
Fie  {\displaystyle 0<p<1.} 
Deoarece  {\displaystyle a_{i}>0,\;b_{i}>0,\;(\forall )i={\overline {1,n}},}  inegalitatea (3) devine egalitate și raționamentul se continuă în mod similar.

## Caz particular
{\displaystyle {\sqrt {\sum _{i=1}^{n}(a_{i}+b_{i})^{2}}}\leq {\sqrt {\sum _{i=1}^{n}a_{i}^{2}}}+{\sqrt {\sum _{i=1}^{n}b_{i}^{2}}},\!}
unde {\displaystyle a_{i},b_{i}\in \mathbb {R} ,\;\forall i={\overline {1,n}}.\!}